# Prosopis pallida
El algarrobo pálido, kiawe, huarango, bayahonda o algarroba (Prosopis pallida) es una especie de árbol (un mezquite para ser más exactos) de la familia de las leguminosas.

## Descripción
Es un árbol espinoso muy invasor. Alcanza 10 m de altura. Su dura madera se usa para hacer muebles y parquét. La corteza sirve para curtir cueros. La resina de su tronco se usa para teñir.
Tiene alta capacidad de infestación con renovales. Es muy espinoso. Posee flores verdes amarillentas y largas legumbres llenas de pequeñas semillas marrones. Es una planta muy exitosa en propagarse invasivamente, debido a su habilidad de reproducirse de dos maneras: produce grandes cantidades de semillas muy livianas, de fácil dispersión, y se clona produciendo muchas plantas renovales (reproducción vegetativa), compitiendo contra las plantas cercanas al imponerles su sombra. Sobrevive muy bien a la extrema sequedad, debido a sus extremadamente largas raíces.

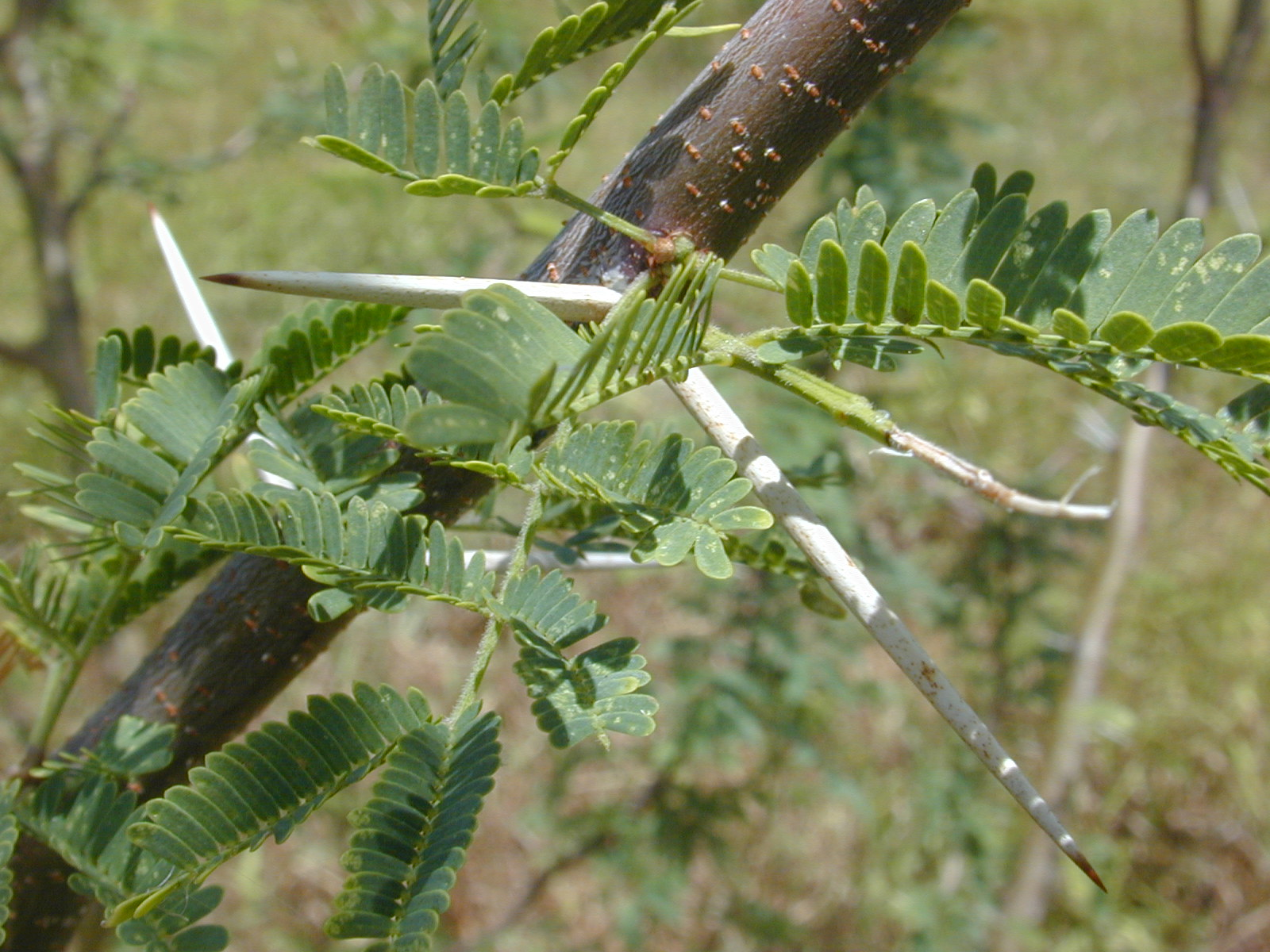
Espinas y hojas de Prosopis pallida.

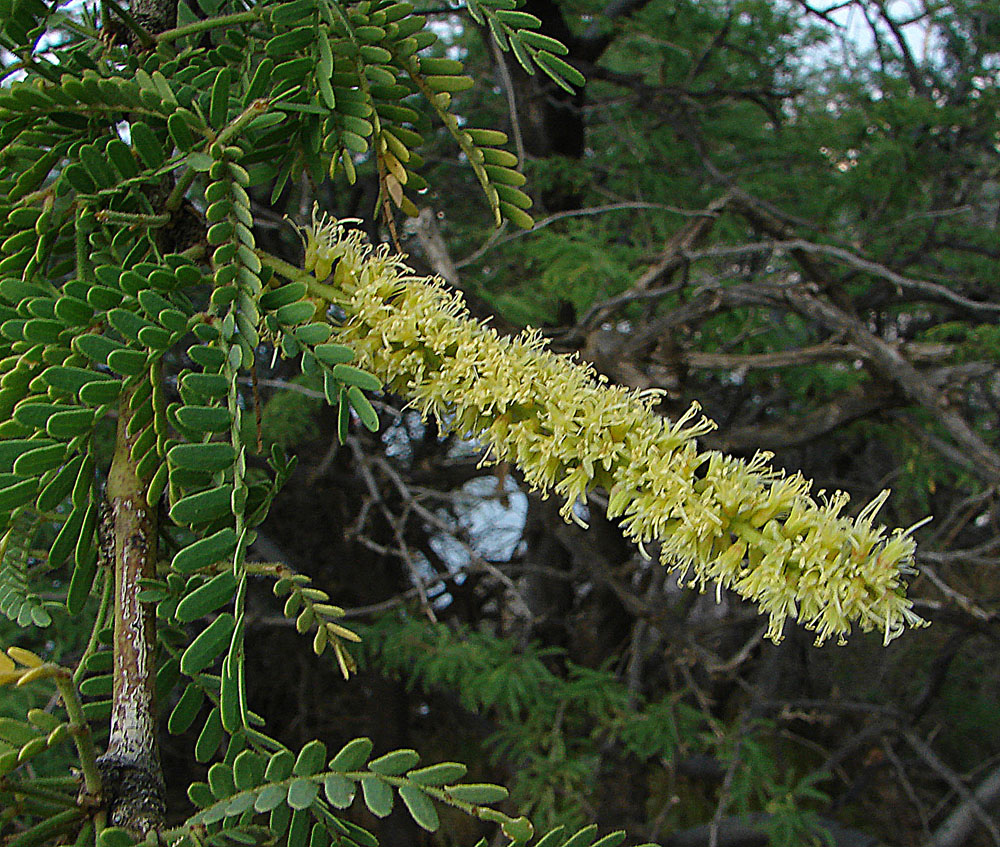
Inflorescencia

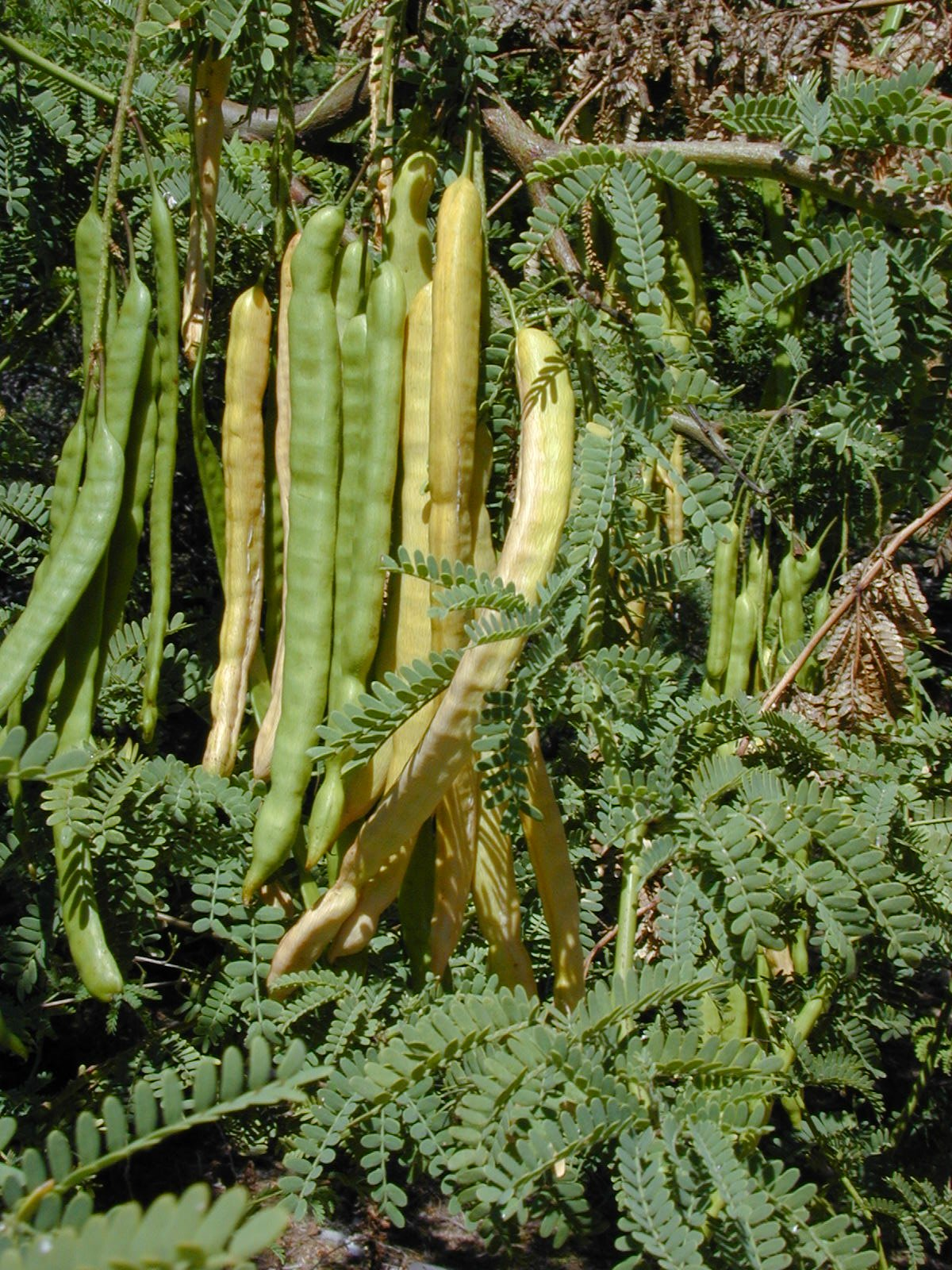
Frutos

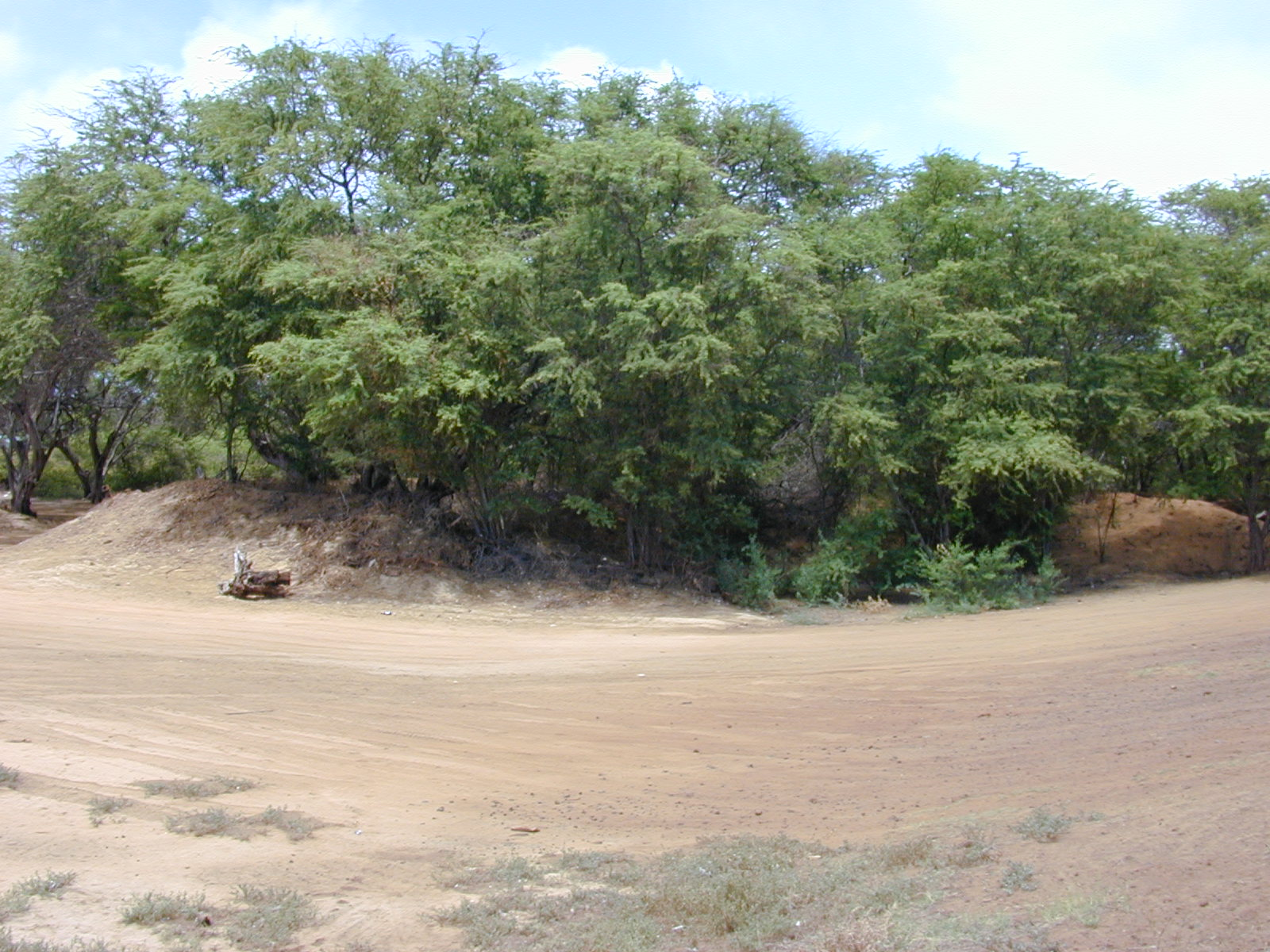
En su hábitat

## Distribución
El algarrobo pálido es nativo de norte del Perú y sur de Ecuador pero se ha asilvestrado en otras regiones de América. Fue introducido en Puerto Rico y en Hawái, donde se considera naturalizado. El primer kiawe se plantó en Hawái en 1828, y ya en 2006 era un ubicuo árbol de sombra y una especie invasiva en las islas hawaianas.
En el norte del Perú y el sur del Ecuador esta especie de algarrobo (mezquite) llega hasta los 1500 m s. n. m., siendo considerada una especie endémica.

## Usos[2]
Es una especie introducida en muchos ambientes por su acelerado crecimiento, con buena sombra, y su madera es excelente para leña. También es útil contra la erosión pero, ya establecido, este árbol generalmente domina el hábitat. Las semillas son alimento para el ganado, y las flores son atractivas para las abejas.
Sin embargo, en su árido hábitat natural en la costa norte del Perú y en la cuenca del río Chira, incluyendo el sur de Ecuador el uso de la madera de algarrobo pálido para producir carbón vegetal, muy usado en la elaboración del pollo a la brasa y chifles está causando una grave deforestación que lleva a la desertificación del bosque seco tropical.
En el Perú, con el fruto del algarrobo pálido se elabora la algarrobina, un jarabe obtenido cocinando lentamente la pulpa en agua hasta lograr la concentración y densidad deseadas. La algarrobina proporciona un dulce con sabor ligeramente amargo y es el ingrediente primordial de uno de los cócteles peruanos más conocidos: el cóctel de algarrobina. Además, la algarrobina se utiliza como endulzante en licuados de leche o fruta y en la elaboración de postres. En la medicina tradicional peruana es apreciada como tonificante, proporcionando minerales tales como hierro y calcio, así como vitaminas y azúcares de alto valor fisiológico. Dada la variedad de productos que pueden extraerse del fruto del algarrobo pálido, comunidades campesinas de la región de Piura están empleando prácticas de manejo forestal sostenible con el fin de evitar la tala indiscriminada y aprovechar los recursos renovables de los bosques de algarrobo pálido.
En regiones como Loja en el sur de Ecuador el algarrobo está protegido de la deforestación gracias a la declaración de Reserva de Biósfera del Bosque Seco, un área que emplea técnicas de manejo forestal sostenibles y generando recursos a sus habitantes mediante el ecoturismo.

## Taxonomía
Prosopis pallida fue descrita por August Heinrich Rudolf Grisebach y publicado en Abhandlungen der Königlichen Gesellschaft der Wissenschaften zu Göttingen 19: 131. 1874.
Etimología
Prosopis: nombre genérico otorgado en griego para la bardana, pero se desconoce por qué se aplica a esta planta.
pallida: epíteto latino que significa "pálida".
Sinonimia
- Acacia pallida Humb. & Bonpl. ex Willd.
- Mimosa pallida (Humb. & Bonpl. ex Willd.) Poir.
- Prosopis limensis Benth.[3]